# Wer früher stirbt ist länger tot
Wer früher stirbt ist länger tot (bra: Quem Morre Mais Cedo, Passa Mais Tempo Morto) é um filme de comédia dramática alemão de 2006 dirigido por Marcus H. Rosenmüller e produzido por Annie Brunner, Andreas Richter e Ursula Woerner.[carece de fontes?]

## Enredo
Na parte superior do vilarejo de Baviera na aldeia Germringen vive Sebastian Schneider (Markus Krojer) de 11 anos de idade, juntamente com seu pai Vater Lorenz (Fritz Karl) o anfitrião do restaurante Kandler, e seu irmão Bruder Franz (Franz Xaver Brückner). Sebastian é um patife real, em uma briga com seu irmão descobre que sua mãe Sophie não morreu por causa de um acidente, mas faleceu no nascimento de Sebastian. O irmão com raiva de Sebastian o acusa como culpa exclusiva pela morte da mãe. Sebastian leva as alegações muito a sério, e se sente culpado. Franz também diz que é preciso sofrer no purgatório depois da morte, por ter cometido muitos pecados.
Para evitar este destino — que Sebastian já havia chegado a grandes pecados — ele inicialmente vê apenas uma opção: ele deve ser imortal. Regularmente Sebastian vê em seus pesadelos o purgatório. Para tornar-se imortal, ele decide aprender a tocar guitarra em que uma viagem da escola, ele aprendeu com Alfred (Jürgen Tonkel), apresentador de rádio que se vê imortalizado na música.
Como Sebastian observou que para ser imortal não é fácil, ele decide procurar para sei pai uma nova esposa, a fim de lavar seus pecados e sua dívida alegada para fazer as pazes. Aqui, ele recebe a ajuda de sua amiga de escola Evi (Pia Lautenbacher), que por sua vez está gostando de Sebastian. Suas orações são respondidas, a professora de Sebastian, Veronica (Jule Ronstedt) beija Lorenz Schneider. Evi tem de ser paciente.
No entanto, Sebastian precisa resolver o problema seguinte: Sua professora é casada com o apresentador de rádio Alfred. Em sua loucura, conduzido por seus pesadelos, o menino decide matar Alfred. Com um revólver, ele sobe para a estação de rádio em Wendelstein. Lá ele se encontra o apresentador de rádio, que prende a relação entre Lorenz e Veronika. Ele se encontra com Alfred enforcado no estúdio pedindo ajuda, Sebastian influenciado, aponta a arma e atira na corda pendurada no teto. Em seguida, ele acidentalmente bebe a água de um copo que Alfred encheu para cometer primeira tentativa de um suicídio com uma overdose de pílulas para dormir.
Após Sebastian e Alfred são curados, e Sebastian visita Alfred no transmissão, onde ele pôde tocar guitarra na rádio ao vivo.

## Elenco
- Markus Krojer como Sebastian Schneider
- Fritz Karl como Lorenz Schneider
- Jürgen Tonkel como Alfred Dorstreiter
- Jule Ronstedt como Veronika Dorstreiter
- Saskia Vester como Frau Kramer
- Franz Xaver Brückner como Franz Schneider
- Hans Schuler como Sepp Graudinger
- Sepp Schauer como Proske
- Pia Lautenbacher como Evi Kramer
- Klaus Steinbacher como Toni
- Heinz-Josef Braun como Gumberger
- Tim Seyfi como Irmengard
- Alexander Liegl como Notarzt
- Stefanie von Poser como Sophie Schneider
- Gerd Baumann como John Ferdinand Woodstock

## Características

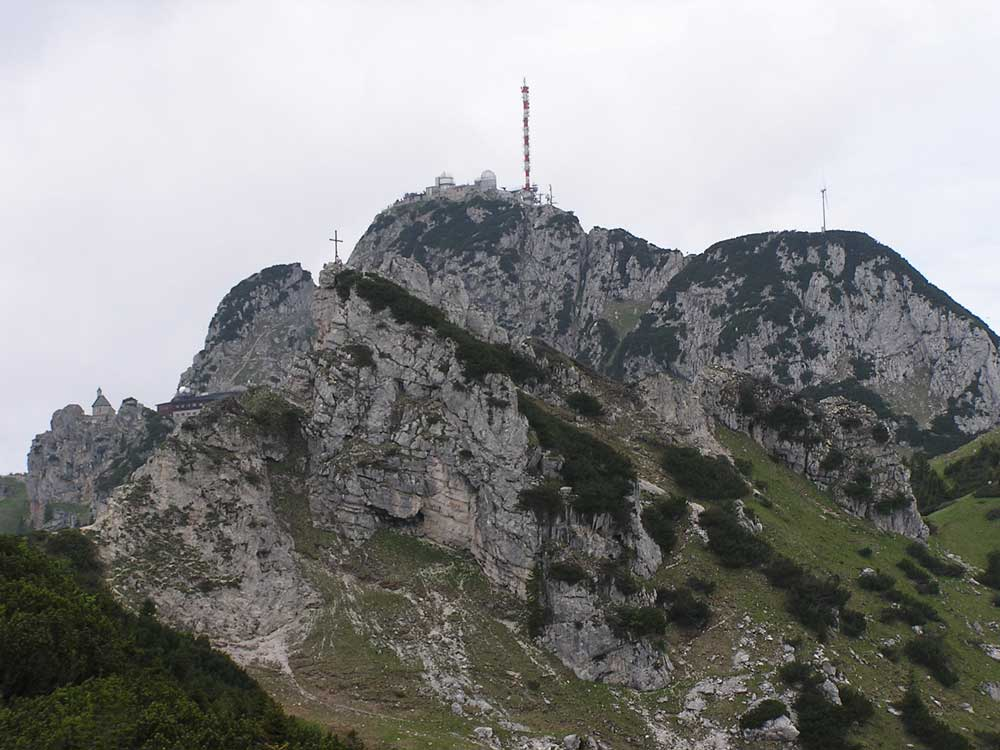
O Wendelstein na estação BR. O edifício encontra-se no ápice durante o filme, a estação de rádio onde Alfred trabalha.

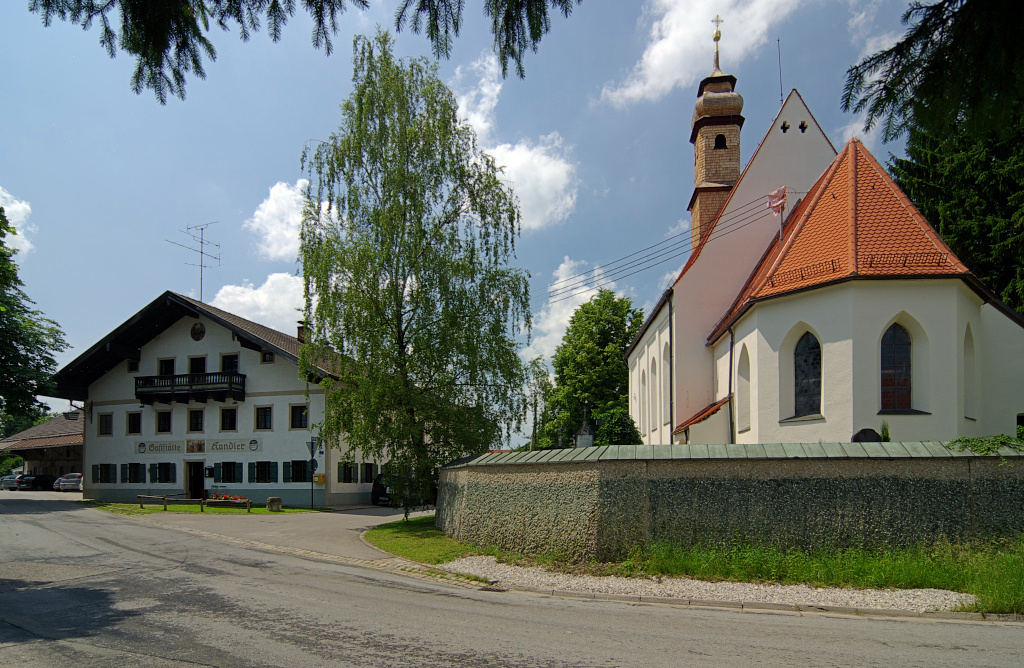
Kandlerwirt e Filialkirche Mariä Geburt, Oberbiberg.

O ditado "quem morre mais cedo, passa mais tempo morto" no sul da língua alemã é também comum em transmissões de rádio pode ser encontrado em a reprodução de rádio pelos instrumentalistas de cantores vienenses, Wiener Volkssänger Augustin, Wolfgang Ambros, Manfred Tauchen e Joesi Prokopetz a partir do ano de 1980.

### Seleção
Para encontrar um ator para o papel principal do filme, mais de 600 crianças foram selecionadas. As crianças foram procuradas em playgrounds de escolas e em campos de futebol. Fritz Karl, que interpreta o papel de Lorenz Schneider, é ator da áustria. Ele teve que aprender a língua bávara. Por isso, Marcus H. Rosenmüller disse que todo o texto de Karl foi entregue a ele num CD.

### Locação
A ideia de fazer um filme inicial no Wendelstein ou em parte, foi de Marcus H. Rosenmüller quando ele e um amigo, com quem tocou em uma banda juntos, participou de uma visita guiada através da estação Sender Wendelstein. Seria possível para importar o vídeo da banda para se tornar estrelas do rock, brincou o amigo Rosis. Após isso, Rosenmüller, juntamente com Christian Lerch, e vários roteiros, finalmente decidem para o wer früher stirbt ist länger tot.
O Kandlerhof, o bar público, bem como às caves, e o tribunal, foram locados em Oberbiberg, o cemitério aonde está enterrado a bisavó de Evis, está localizado ao lado da pousada. A escola, que é frequentada por Sebastian, em Brannenburg. Os pesadelos de Sebastian, onde ele aparece no dia do juízo final, foram locados em um silo. O plano de fundo da tribunal é baseada nas imagens de Hieronymus Bosch.

## Recepção da crítica
O filme recebeu críticas positivas predominantemente, Björn Helbig do site Filmstarts avaliou o filme com três estrelas e meia de cinco. Segundo ele o filme é considerado "um ar fresco para o cinema alemão".
Já segundo a Lexikon des Internationalen Films o filme conta com uma história turbulenta, "que oscila entre a comédia engraçada e irreverente, farsa e teatro popular, a história em tudo, brincadeiras, mas nunca toma de ânimo leve. Na própria existência depende deste compêndio cinematográfico de conforto, em última análise todos. Uma porque ele tem medo do purgatório, e a outra, porque ele entende a vida como um dom."

## Prêmios e indicações
| Ano  | Prêmio                     | Categoria                          | Resultado | Ref   |
| ---- | -------------------------- | ---------------------------------- | --------- | ----- |
| 2006 | Förderpreis Deutscher Film | Direção                            | Venceu    | [ 5 ] |
| 2007 | Bavarian Film Awards       | Diretor Estreante                  | Venceu    | [ 1 ] |
| 2007 | Bavarian Film Awards       | Produção                           | Venceu    | [ 1 ] |
| 2007 | New Faces Award            | Melhor Diretor                     | Venceu    | [ 6 ] |
| 2007 | New Faces Award            | Prêmio Especial para Markus Krojer | Venceu    | [ 6 ] |
| 2007 | Deutscher Filmpreis        | Melhor Diretor                     | Venceu    | [ 7 ] |
| 2007 | Deutscher Filmpreis        | Melhor Música                      | Venceu    | [ 7 ] |
| 2007 | Deutscher Filmpreis        | Melhor Roteiro                     | Venceu    | [ 7 ] |
| 2007 | Deutscher Filmpreis        | Melhor Filme (Lola de Prata)       | Venceu    | [ 7 ] |
| 2007 | Deutscher Filmpreis        | Melhor Edição                      | Indicado  | [ 7 ] |